# Peter Harman
Peter C. Harman (Quincy, 1º marzo 1973) è un presbitero statunitense, già rettore del Pontificio collegio americano del Nord dal 1º febbraio 2016 al 30 marzo 2022.

## Biografia
Padre Peter Harman è nato a Quincy nel 1973. Lì ha frequentato la Quincy Notre Dame High School.
Ha completato gli studi filosofici e in preparazione per il sacerdozio al Saint Meinrad College Seminary e nel 1995 ha intrapreso studi teologici presso il Pontificio collegio americano del Nord di Roma.
Il 17 luglio 1999 è stato ordinato presbitero dal vescovo di Springfield in Illinois Daniel Leo Ryan. Poco dopo è tornato a Roma per completare gli studi per la licenza in teologia morale all'Accademia alfonsiana.
Terminati gli studi e ritornato in patria è stato nominato rettore della cattedrale dell'Immacolata Concezione di Springfield. Durante il suo mandato, dal 2008 al 2009, la cattedrale ha subito un importante restauro. In diocesi è stato anche docente presso la Ursuline Academy e parroco della parrocchia di Sant'Agnese a Springfield per due anni.
In seguito ha proseguito gli studi, conseguendo il dottorato in sacra teologia all'Università Cattolica d'America di Washington nel 2010. L'argomento della sua tesi era "La teologia della sofferenza: il contributo di Karol Wojtyła/papa Giovanni Paolo II". Nel 2013 è tornato a Roma per entrare in servizio al Pontificio collegio americano del Nord. Lì, è stato anche direttore delle relazioni con i media e docente aggiunto di teologia presso la Pontificia Università Gregoriana.
Il 23 novembre 2015 la Congregazione per il clero ha annunciato che padre Harman sarebbe succeduto a monsignor James Francis Checchio come rettore del Pontificio collegio americano del Nord. La Congregazione aveva confermato la raccomandazione fatta dal consiglio di amministrazione del Collegio. La nomina ha avuto effetto dal 1º febbraio 2016 Il 28 dello stesso mese ha preso possesso del suo ufficio durante una messa presieduta dall'arcivescovo di Newark e presidente del consiglio di amministrazione del collegio John Joseph Myers.. Cessa dal suo incarico il 30 marzo 2022, sostituito dal presbitero Thomas W. Powers.
Tornato nella sua diocesi di origine, è stato nominato parroco della parrocchia di Sant'Antonio a Effingham.